# Ricardo Henao
Ricardo Henao Calderón (Filadelfia, Caldas, 25 de agosto de 1966) es un periodista y comentarista deportivo colombiano. Es presentador deportivo de Noticias RCN y Win Sports.

## Biografía
Ricardo Henao Calderón estudió en Inpahu, de donde se graduó en 1988 como técnico en periodismo. En 2002, con una gran trayectoria ya en el periodismo radial y de televisión, decidió profesionalizarse y estudió periodismo en la Fundación Universitaria Los Libertadores. Su carrera comenzó en la radio a trabajar como periodista en RCN Radio, Antena 2 y luego en Radio Súper. Actualmente, y durante más de 10 años, ha sido la voz de los deportes en La FM, de RCN Radio. Su camino en televisión lo ha recorrido casi al mismo tiempo que el que comenzó en la radio. Sus comienzos fueron en el Noticiero Mundo Visión, y luego pasó luego al Noticiero 24 Horas, donde fue editor, presentador y director de deportes durante una década. También fue comentarista y director de deportes de la Cadena Súper de Colombia. Llegó al canal RCN Televisión, en 1999, como presentador de deportes y comentarista en las transmisiones de fútbol en Noticias RCN y Futbolmanía RCN, con Carlos Antonio Vélez, Desde 2012, fue comentarista del canal de deportes Win Sports hasta 2018. En 2019 fue nombrado presentador del canal del deporte internacional ESPN. En 2022, regresó a Win Sports donde es comentarista y panelista del programa Conexión, conducido por Tito Puccetti.

## Trayectoria
- Radio Súper
- Noticiero Mundo Visión
- Noticiero 24 Horas
- RCN Radio
- Antena 2
- La FM
- RCN Televisión (actual)
- Win Sports y Futbolmanía RCN (comentarista)
- ESPN